# Liste des reptiles en Belgique

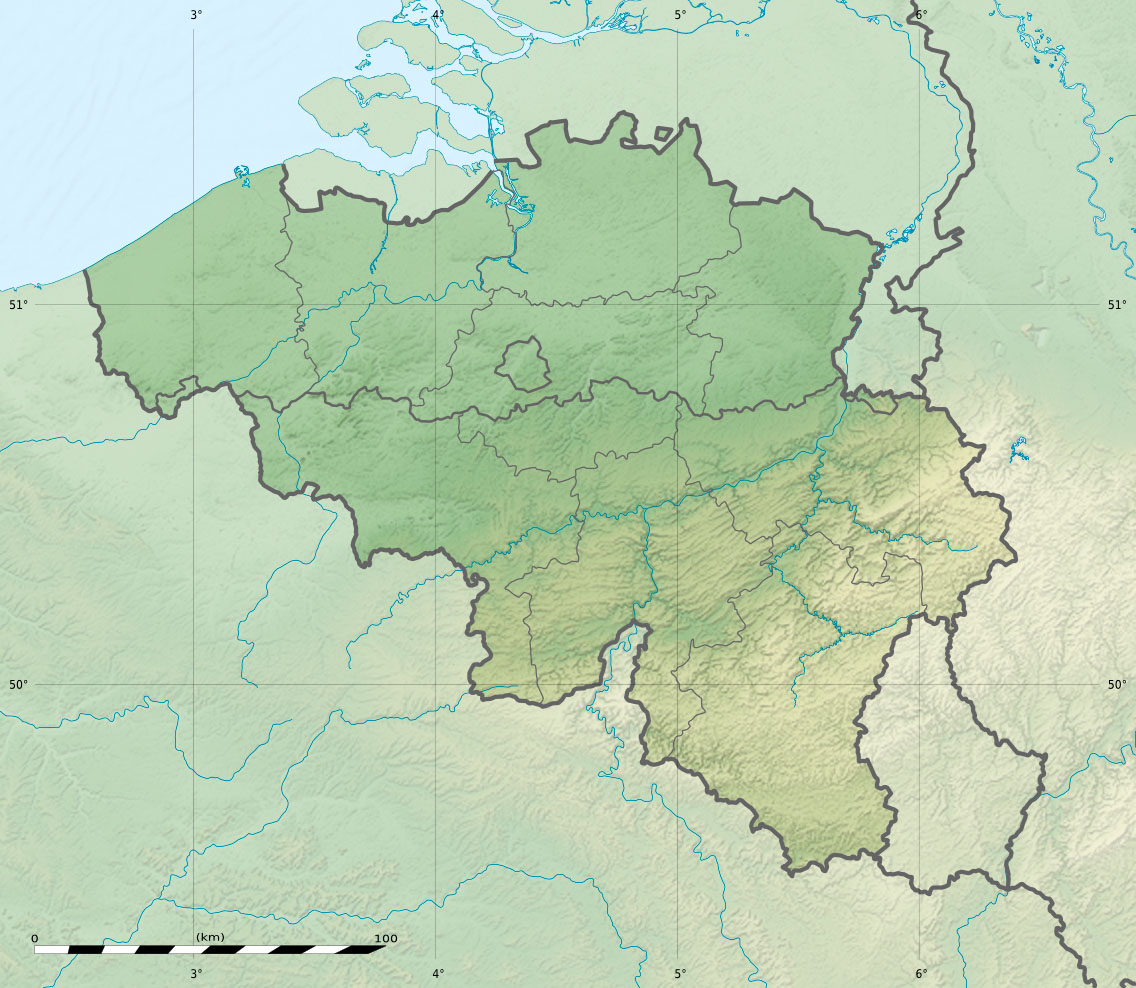
Carte topographique de la Belgique.

Localisation de la Belgique en Europe.

Cette liste commentée recense les reptiles en Belgique.
Il n'existe pas en Belgique d'espèce et de sous-espèce de reptile endémique.
Il existe au moins 8 espèces de reptiles : 3 espèces de serpents, 4 espèces de lézards et une espèce de tortue introduite.

## Statuts de la liste rouge de l'UICN
Les statuts de conservation utilisés par la liste rouge de l'UICN mondiale sont :
| (EX) | Éteint                  | Il n'y a pas le moindre doute sur le fait que le dernier spécimen recensé est mort.                                                                   |
| (EW) | Éteint à l'état sauvage | L'espèce est connue uniquement en captivité ou en tant que population naturalisée bien en dehors de son ancienne aire de répartition.                 |
| (CR) | En danger critique      | L'espèce risque prochainement de s'éteindre à l'état sauvage.                                                                                         |
| (EN) | En danger               | L'espèce fait face à un très gros risque d'extinction à l'état sauvage.                                                                               |
| (VU) | Vulnérable              | L'espèce fait face à un gros risque d'extinction à l'état sauvage.                                                                                    |
| (NT) | Quasi menacé            | L'espèce ne satisfait pas un ou plusieurs des critères prévus qui permettraient de la catégoriser, mais pourrait risquer de s'éteindre dans le futur. |
| (LC) | Préoccupation mineure   | Il n'y a pas de risque identifiable pour l'espèce. |
| (DD) | Données insuffisantes   | Il n'y a pas d'information adéquate qui permettraient de faire une évaluation des risques pour cette espèce.                                          |
| (NE) | Non évalué              | L'espèce n'a pas encore été confrontée aux critères précédents, n'est pas reconnue par l'UICN ou bien s'est éteinte avant le XVIe siècle.             |

## Clade:Sauria

### Famille:Lacertidés
| Nom vulgaire, nom binominal et citation d'auteurs    | Nom vulgaire néerlandais (Nl) et allemand (De) (autres langues officielles de la Belgique) | Origine et statut en Belgique | Aire de répartition                   | Statut UICN mondial | Image |
| ---------------------------------------------------- | ------------------------------------------------------------------------------------------ | ----------------------------- | ------------------------------------- | ------------------- | ----- |
| Lézard des souches Lacerta agilis Linnaeus, 1758     | Nl : Zandhagedis De : Zauneidechse                                                         | Autochtone                    | Aire de répartition de Lacerta agilis | (LC)                |       |
| Lézard des murailles Podarcis muralis Laurenti, 1768 | Nl : Muurhagedis De : Mauereidechse                                                        | Allochtone                    |                                       | (LC)                |       |
| Lézard vivipare Zootoca vivipara Jacquin, 1787       | Nl : Levendbarende hagedis De : Waldeidechse                                               | Autochtone                    |                                       | (LC)                |       |

### Famille:Anguidés
| Nom vulgaire, nom binominal et citation d'auteurs | Nom vulgaire néerlandais (Nl) et allemand (De) (autres langues officielles de la Belgique) | Origine et statut en Belgique | Aire de répartition | Statut UICN mondial | Image |
| ------------------------------------------------- | ------------------------------------------------------------------------------------------ | ----------------------------- | ------------------- | ------------------- | ----- |
| Orvet fragile Anguis fragilis Linnaeus, 1758      | Nl : Hazelworm De : Blindschleiche                                                         | Autochtone                    |                     | (NE)                |       |

## Clade:Serpentes

### Famille:Colubridés
| Nom vulgaire, nom binominal et citation d'auteurs  | Nom vulgaire néerlandais (Nl) et allemand (De) (autres langues officielles de la Belgique) | Origine et statut en Belgique | Aire de répartition                        | Statut UICN mondial | Image |
| -------------------------------------------------- | ------------------------------------------------------------------------------------------ | ----------------------------- | ------------------------------------------ | ------------------- | ----- |
| Coronelle lisse Coronella austriaca Laurenti, 1768 | Nl : Gladde slang De : Schlingnatter                                                       | Autochtone                    | Aire de répartition de Coronella austriaca | (LC)                |       |

### Famille:Natricidés
| Nom vulgaire, nom binominal et citation d'auteurs | Nom vulgaire néerlandais (Nl) et allemand (De) (autres langues officielles de la Belgique) | Origine et statut en Belgique | Aire de répartition                  | Statut UICN mondial | Image |
| ------------------------------------------------- | ------------------------------------------------------------------------------------------ | ----------------------------- | ------------------------------------ | ------------------- | ----- |
| Couleuvre à collier Natrix natrix Linnaeus, 1758  | Nl : Ringslang De : Ringelnatter                                                           | Autochtone                    | Aire de répartition de Natrix natrix | (LC)                |       |

### Famille:Viperidés
| Nom vulgaire, nom binominal et citation d'auteurs | Nom vulgaire néerlandais (Nl) et allemand (De) (autres langues officielles de la Belgique) | Origine et statut en Belgique | Aire de répartition                 | Statut UICN mondial | Image |
| ------------------------------------------------- | ------------------------------------------------------------------------------------------ | ----------------------------- | ----------------------------------- | ------------------- | ----- |
| Vipère péliade Vipera berus Linnaeus, 1758        | Nl : Adder De : Kreuzotter                                                                 | Autochtone                    | Aire de répartition de Vipera berus | (VU)                |       |

## Clade:Testudines

### Famille:Emydidés
| Nom vulgaire, nom binominal et citation d'auteurs | Nom vulgaire néerlandais (Nl) et allemand (De) (autres langues officielles de la Belgique) | Origine et statut en Belgique | Aire de répartition | Statut UICN mondial | Image |
| ------------------------------------------------- | ------------------------------------------------------------------------------------------ | ----------------------------- | ------------------- | ------------------- | ----- |
| Tortue de Floride Trachemys scripta Wied, 1839    | Nl : Roodwangschildpad De : Rotwangen-Schmuckschildkröte                                   | Allochtone (introduite)       |                     | (LC)                |       |